# Scott Derrickson
Scott Foster Derrickson (Los Ángeles, California, 16 de julio de 1966) es un director de cine, productor y guionista estadounidense.

## Biografía

### Carrera
Se graduó en la Biola University La Mirada, CA con una licenciatura de humanidades, medios de comunicación y en teología. Además, consiguió sus maestrías en la productora de películas USC School of Cinematic Arts.
Escribió El exorcismo de Emily Rose -la cual está libremente basada en la historia real de Anneliese Michel- junto Paul Harris Boardman y otros colaboradores.
Actualmente está ligado a la dirección en la gran pantalla de Paradise Lost de John Milton para Legendary Pictures, cuyo guion ha sido preparado por Stuart Hazeldine. Está también dirigiendo una adaptación de Devil's Knot de Mara Leveritt para Dimension Films. Ha dirigido la adaptación de The Day the Earth Stood Still protagonizada por Keanu Reeves y Jennifer Connelly y basada en el relato de Harry Bates Farewell to the Master. En 2014 dirigió Líbranos del mal, protagonizada por Eric Bana.

## Filmografía

### Películas
| Año  | Película                                     | Director | Productor | Guionista | Notas |
| ---- | -------------------------------------------- | -------- | --------- | --------- | ----- |
| 2025 | El abismo secreto                            | Sí       | No        | No        |       |
| 2022 | The Black Phone                              | Sí       | Sí        | Sí        |       |
| 2022 | Doctor Strange en el multiverso de la locura | No       | Sí        | No        |       |
| 2016 | Doctor Strange                               | Sí       | No        | Sí        |       |
| 2015 | Sinister 2                                   | No       | Sí        | Sí        |       |
| 2014 | Líbranos del mal                             | Sí       | No        | Sí        |       |
| 2012 | Sinister                                     | Sí       | No        | Sí        |       |
| 2008 | The Day the Earth Stood Still                | Sí       | No        | No        |       |
| 2005 | El exorcismo de Emily Rose                   | Sí       | No        | Sí        |       |
| 2000 | Hellraiser: Inferno                          | Sí       | No        | Sí        |       |
| 1995 | Love in the Ruins                            | Sí       | No        | Sí        |       |